# Sanza
Sanza è un comune italiano di 2 321 abitanti della provincia di Salerno in Campania.

## Geografia fisica

### Territorio
Il territorio comunale è ubicato al confine tra la parte orientale del Cilento e la zona sud-occidentale del Vallo di Diano. L'estensione complessiva del territorio stesso è rilevante, a livello provinciale, in quanto Sanza è il terzo comune della provincia di Salerno, dopo Eboli e Campagna. Tuttavia, l'area abitata non è molto vasta e rappresenta il punto di raccordo tra il Vallo di Diano, il Cilento e il golfo di Policastro.
L'abitato sorge alle pendici del Monte Cervati, su un'area prevalentemente collinare, dov'è ubicata l'antica rocca, circondato dal verde delle montagne circostanti.
Il territorio è infatti caratterizzato da due catene montuose: una riconducibile al gruppo del Monte Centaurino ed un'altra riconducibile al gruppo del Monte Cervati, ben delineato tra Cozzo della Croce, Monte Forcella, Monte Motola, Monte Faitella e la Raia del Pedale.
La forte permeabilità del suolo, a causa di fenomeni carsici presenti, rende l'intera area del Cervato un importante bacino idrografico da cui scaturiscono corsi d'acqua quali il fiume Bussento, il fiume Mingardo, il fiume Calore Lucano.
Il paesaggio, infatti, appare modellato dalle forme carsiche, che ne rappresentano la principale caratteristica geologica, dalle grandi fosse scavate dai torrenti permanentemente in piena e dalle numerose sorgenti. Quest'aspetto geomorfologico è riscontrabile in tutta l'area del massiccio del Cervato e si manifesta in maniera eclatante con la formazione di una grava, la grava del Festolaro, nonché l'inghiottitoio di Vallevona (denominato "Affonnaturo" nel locale dialetto sanzese). Quest'ultimo, situato sul Monte Cervato, è accessibile da un tunnel artificiale scavato nella montagna e presenta un'interessante caratteristica: l'ambiente caldo-umido che viene a crearsi all'interno dell'inghiottitoio consente di creare un micro-clima particolare, in cui vivono piante e animali che non dovrebbero trovarsi a quelle altitudini (quota 1070 m.). La presenza di pareti a strapiombo e cascate conferiscono al luogo particolare bellezza.
Pochi metri più in basso (quota 909 m.), si trova la sorgente di Varco la Peta (o Varco dell'Abete), dove trova origine il fiume Bussento, l'unico fiume carsico che scorre interamente in territorio italiano: il corso d'acqua scorre nel territorio comunale per poi sfociare nel golfo di Policastro, non prima di aver dato nuovamente origine ad un fenomeno carsico inabissandosi nei pressi di Caselle in Pittari e riemergendo nei pressi dell'oasi Grotte del Bussento di Morigerati.
Il fenomeno del carsismo, presente anche in altre aree del Vallo di Diano (quali le grotte di Pertosa) e del Sud Italia in genere (vedi grotte di Castellana), caratterizza il territorio sanzese anche in alcune zone abitate, come la località Lago dove si trovano tre inghiottitoi, il più noto dei quali è quello di Rio Torto, costituito da un ampio varco alto circa trenta metri.
- Classificazione sismica: zona 2 (sismicità media), Ordinanza PCM. 3274 del 20/03/2003.

### Clima
Il clima per la zona abitata è mite, con estati fresche ed inverni non molto rigidi, con piovosità concentrata nel periodo autunnale-invernale. Ciò consente la coltivazione di viti ed olivi e caratterizza la zona per la presenza di vegetazione tipica della macchia mediterranea e della foresta mediterranea sempreverde, con diffusa presenza di quercia rovere, roverella, castagno e, lungo le sponde del fiume Bussento, di bosso, che dà origine al nome del fiume stesso.
Le zone montane ed il massiccio del Cervato sono invece caratterizzate da un clima più rigido, che va dal continentale all'appenninico, a seconda dell'altitudine: le foreste di querce cominciano a far spazio alle faggete e alle foreste di conifere.

## Storia

### Epoca antica e romana
Sanza, ancor prima della presenza lucana e romana, ha da sempre assunto un'importanza strategica e commerciale come passaggio obbligato lungo l'antica via carovaniera “del sale” che collegava la costa con la parte meridionale del Vallo di Diano.
Tra le prime testimonianze storiche di rilievo, si ricorda il contributo del I secolo del naturalista romano Plinio il Vecchio, il quale nella Naturalis Historia menzionava il popolo lucano dei Sontini, in qualità di appartenenti alla confederazione dei popoli lucani. Ciò induce a credere che l'abitato arcaico si chiamasse Sontia e che sorgesse nell'area pianeggiante di contrada Agno (non molto distante dall'odierno insediamento), dove nei decenni passati sono venute alla luce rare ma significative testimonianze come vasellame lucano e pietre tombali romane.
Col tempo, l'antica carovaniera "del sale" dovette mutarsi in un ràmulus (diramazione) che collegava il centro abitato alla Via Popilia-Annia che, costruita da Roma verso la metà del II sec. a.C., da Capua attraverso il Vallo di Diano raggiungeva Reggio Calabria.
I Sontini non ebbero mai buoni rapporti con i dominatori romani: infatti insieme ad altri popoli lucani presero parte alle Guerre pirriche e alla Seconda Guerra Punica del III sec. a.C., e presumibilmente, alla Guerra sociale del I sec. a.C., sempre contro i Romani, mostrando quindi una perenne insoddisfazione per la loro dominazione: per questi motivi l'abitato di Sontia venne raso al suolo più volte dai Romani.
La posizione di predominio in epoca lucana viene meno, quindi, con l'avvento della dominazione romana e, come avvenne per altre popolazioni lucane, Sontia si avviò verso il declino dei primi secoli del I millennio d.C. Col passar del tempo gli abitanti abbandonarono la località sede dell'antico insediamento per spostarsi verso l'area collinare dove sorge oggi l'abitato moderno, probabilmente anche a causa delle ricorrenti epidemie rilevabili nelle zone pianeggianti circostanti.

### Epoca moderna
Dal 1811 al 1860 è stato capoluogo dell'omonimo circondario appartenente al distretto di Sala del regno delle Due Sicilie.
Nel 1857 fu teatro dell'ultimo atto del tragico sbarco di Carlo Pisacane, quando i cittadini del paese massacrarono 83 superstiti della spedizione.
Dal 1860 al 1927, durante il regno d'Italia è stato capoluogo dell'omonimo mandamento appartenente al circondario di Sala Consilina.

## Società

### Evoluzione demografica
Abitanti censiti

### Etnie e minoranze straniere
Al 31 dicembre 2017 a Sanza risultano residenti 122 cittadini stranieri. Le nazionalità principali sono:
- Senegal: 29
- Romania: 15

## Cultura

### Feste e tradizioni
La festa patronale si svolge il 5 agosto. Vi si festeggia la Madonna della Neve, la cui statua, viene portata in spalla dai "Marunnari" dall'abitato fin sul Monte Cervati il 26 luglio, tramite strade mulattiere. Il percorso inverso viene compiuto la notte tra il 4 e il 5 agosto.

## Infrastrutture e trasporti

### Principali arterie stradali
- Strada statale 517 Bussentina.
- Strada statale 517 var Bussentina: Uscita Sanza.
- Strada provinciale 18/b Rofrano-Sanza.

## Amministrazione

### Altre informazioni amministrative
Il comune fa parte della Comunità montana Vallo di Diano.
Le competenze in materia di difesa del suolo sono delegate dalla Campania all'Autorità di bacino regionale Sinistra Sele e all'Autorità di bacino interregionale del fiume Sele.